# جيمس بوستك
جيمس بوستك (بالإنجليزية: James Bostic)‏ هو لاعب كرة قدم أمريكية أمريكي، ولد في 13 مارس 1972 في فورت لودرديل في الولايات المتحدة.